# Salins-Fontaine
Salins-Fontaine es una comuna nueva francesa situada en el departamento de Saboya, de la región de Auvernia-Ródano-Alpes.

## Historia
Fue creada el 1 de enero de 2016, en aplicación de una resolución del prefecto de Saboya de 20 de noviembre de 2015 con la unión de las comunas de Fontaine-le-Puits y Salins-les-Thermes, pasando a estar el ayuntamiento en la antigua comuna de Salins-les-Thermes.

## Demografía
| Gráfica de evolución demográfica de Salins-Fontaine entre 1800 y 2013 |
|                                                                       |

Los datos entre 1800 y 2013 son el resultado de sumar los parciales de las dos comunas que forman la nueva comuna de Salins-Fontaine, cuyos datos se han cogido de 1800 a 1999, para las comunas de Fontaine-le-Puits y Salins-les-Thermes de la página francesa EHESS/Cassini. Los demás datos se han cogido de la página del INSEE.

## Composición
| Comuna delegada    | Código INSEE | Población (2013) | Superficie (km²) | Densidad (hab./km²) |
| ------------------ | ------------ | ---------------- | ---------------- | ------------------- |
| Fontaine-le-Puits  | 73115        | 136              | 4.47             | 30                  |
| Salins-les-Thermes | 73284        | 876              | 4.17             | 210                 |